# Holly Body
Rochelle Lee Trevis (Encino, California; 4 de junio de 1970) conocida como Holly Body, es una actriz pornográfica, bailarina exótica y escort estadounidense. Ella utilizó el alias de Holly "BJ" Morgan en sus primeros filmes.

## Biografía
En 1992, al trabajar como mesera en un restaurante mexicano en el Valle de San Fernando, California, fue abordada por el actor y director pornográfico Rex Hickok (también conocido como Rex Cabo). En ese tiempo ella asistía al Colegio de la Comunidad de Santa Mónica y a la vez trabajaba como bailarina de bikini y estríper.
En ese tiempo, su cabello era rubio. Después de un par de años de su retiro, se casó supuestamente con un futbolista profesional, que fue dado de baja por los Riders de Oakland. Volvió a la industria adulta ahora como morena y con grandes implantes de senos.
Holly fue una de las estrellas de pornografía más exitosas de la década de los 90s (junto con Kylie Ireland, Asia Carrera, Jenna Jameson entre otras), estelarizando películas tanto en Estados Unidos como en Europa. Escogió ser independiente (en comparación con la mayor parte de sus coprotagonistas que trabajaron con una productora bajo un contrato exclusivo).
Se volvió a retirar por un par de años para volver a empezar en 2003, con una cirugía plástica más extensa, especialmente en su cara.
Es representada actualmente por la agencia de talentos de la industria de entretenimiento para adultos LA Direct Models.

## Curiosidades
Body tomó su nombre de pantalla de un personaje de una película del director cinematográfico Brian De Palma titulado Body Double, en que Melanie Griffith interpreta a una actriz erótica llamada Holly Body.
Body creció en lo que ella se refiere como una "familia conservadora". Sus padres dormían en camas separadas y donde el sexo no era un tema que se discutiera jamás. Dice que si no fuera por haber entrado en el negocio de la pornografía ella no se hubiera sentido sexualmente cómoda jamás con ella misma. 
También dice que ha perdido amigos a causa de su trabajo en la pornografía. "Es como ser una minoría, es duro tratar con otros los estereotipos. Yo me veo a mi misma como una persona muy profunda. Las personas tienen estereotipado el negocio de la pornografía como yo tenía estereotipado el negocio del Rock. Yo pensaba que ellos eran un montón de adoradores del diablo hasta que salí y miré a esas bandas y ahora las conozco mejor. He abierto mi mente."